# Fornovo di Taro

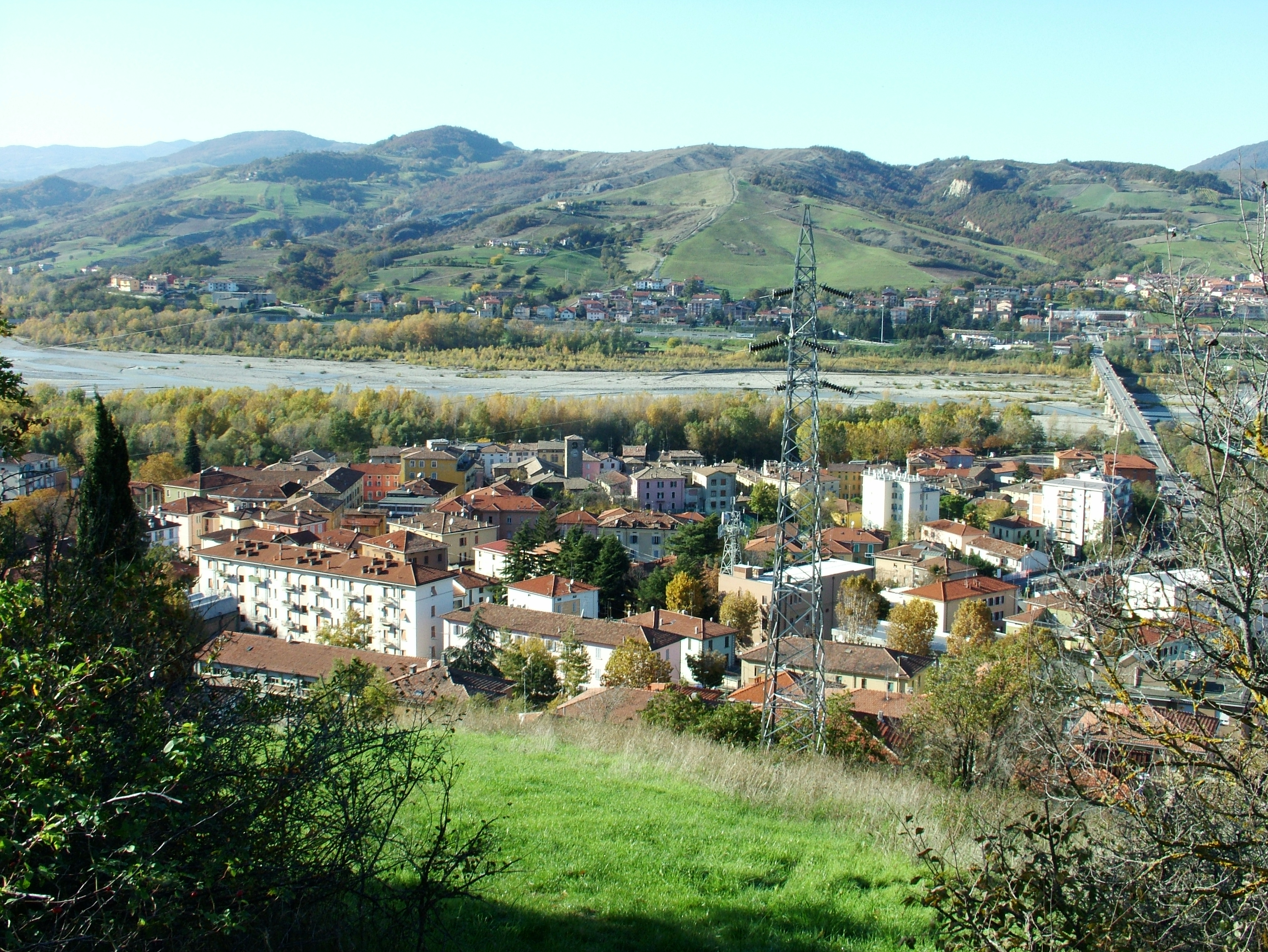
Panorama von Fornovo di Taro

Fornovo di Taro ist eine norditalienische Gemeinde (comune) mit 5910 Einwohnern (2022) in der Provinz Parma in der Region Emilia-Romagna. Die Gemeinde liegt etwa 22 Kilometer südwestlich von Parma am Taro.

## Geschichte
Die Schlacht bei Fornovo fand am 6. Juli 1495 statt. Ein Koalitionsheer unter Führung der Venezianer besiegte das nach Italien eingefallene französische Heer, so dass die Franzosen sich bis auf Weiteres aus Norditalien zurückziehen mussten.

## Verkehr
Fornovo di Taro liegt an der Autostrada A15 von Parma nach La Spezia. Die Strada Statale 62 della Cisa führt über den Cisa-Pass in die Toskana. Durch den Ort führt die Via Francigena.
Die Ferrovia Pontremolese führt Richtung La Spezia. ein Bahnhof in Fornovo liegt an dieser Strecke.

## Persönlichkeiten
- Andrea Carlo Ferrari (1850–1921), Kardinal, war zuvor Priester in Fornovo